# Detroit (hudební skupina)
Detroit byla americká rocková skupina, založená Mitch Ryderem po rozpadu The Detroit Wheels v roce 1970. V roce 1971 skupina vydala své jediné studiové album s názvem Detroit, které mimo jiné obsahovala i coververzi písně „Rock & Roll“ od skupiny The Velvet Underground. Skladbu napsal Lou Reed, který později spolupracoval i s kytaristou této skupiny Steve Hunterem. Ryder ze skupiny odešel v roce 1972, nahradil ho Rusty Day. V pozdních obdobích skupiny v ní hrál i Steve Gaines, pozdější člen Lynyrd Skynyrd. Skupina se rozpadla v roce 1974.